# Бертримутје
Бертримутје (фр. Bertrimoutier) је насељено место у Француској у региону Лорена, у департману Вогези.
По подацима из 2011. године у општини је живело 339 становника, а густина насељености је износила 91,13 становника/km².

## Демографија
| 1962. | 1968. | 1975. | 1982. | 1990. | 2011. |
| ----- | ----- | ----- | ----- | ----- | ----- |
| 211   | 231   | 265   | 346   | 341   | 339   |